# 消防団員
消防団員（しょうぼうだんいん）は、日本における消防団の構成員を指す。

## 消防団員の身分・任務

### 身分
消防団員の身分は、地方公務員法及び消防組織法に規定された、市町村における非常勤の特別職地方公務員である。しかし、消防本部を置かない市町村の消防常備部の消防団員にあっては常勤の一般職の地方公務員となる（常勤の消防団員は1990年代以降の近年に存在しなくなった事から各法令から削除されつつある）。また、東京都の特別区の存する区域においては、各特別区ではなく、特別区の連合体としての東京都が消防責任を負うため（消防組織法第26条）、この区域内に存する消防団に所属する団員の身分は「東京都の非常勤特別職地方公務員」となる（消防組織法第28条）。消防団員は、地方公務員ひいては公務員全体の中でも最大の員数を有する職種である。
全国に設置された消防団に所属し、地域の防災に努める。類似の公共機関として、海防団（香川県観音寺市のみ）や水防団があり、消防団員と同じ性格を持つ職として水防団員や海防団員という職種も存在する。
消防団長及び消防団員は地方公務員であるため、消防団長は消防団の推薦により市町村の長が任免し、消防団員は消防団を設置する市町村の長により承認を受けて、消防団長が任命することとされている（消防組織法第22条）。ただし、東京都の特別区の存する区域の消防団にあっては、東京都知事が、特別区の連合体の長として、この権限を行使する（消防組織法第28条）。
消防団員は法令で定められた身分であることから、ある程度の全国的に共通する点は多いが、その活動や任務、待遇については設置する市町村の条例に基づくため、一方では相違点も少なくない。例えば、東京都の消防団員は本来の消防団員たる任務の上に水防任務を有しているが、地方の消防団員では、水防団員の任務と明確に区別されており、消防団員と水防団員を兼任する者も多い（東京都と同様に消防団員たる任務の上に水防任務を有する自治体もある。なお水防事務は消防機関及び水防団が処理するため、消防団員として水防活動を行っても問題はない）。
本務が優先される限り、一般職の国家公務員・地方公務員が兼業出来る。

### 任務
平常時は本業に勤しむが、自分の居住（あるいは通勤・通学）する地域の消防団に所属することで、火災、事故あるいは災害などが発生した際に消防活動を実施する者を指す（消防組織法第9条、第15条の2）。
消防団員の役割は、平時にあっては本業を有しながら消火訓練・応急手当訓練などを通して技術を修練するとともに、規律ある部隊行動をとるために消防の規律・礼式を習得すること、並びに防災思想の普及、すなわち広報及び啓蒙にあたることで災害の予防に努めることである。災害時においては消防団長の指揮に従い（なお、消防本部を置く市町村では消防団は消防長または消防署長の所轄のもとに行動する）、消火・応急手当・水防活動等にあたり、災害対策基本法及び国民保護法が適用された場合には市町村長の指揮を受けた消防団長の指揮に基づき避難住民の誘導にあたることになる。火災等の災害において、消防団員は消防警戒区域を設定して総務省令で定める者以外の者に対して、その区域からの退去を命じ、又はその区域への出入りの禁止し若しくは制限することができる(消防法第28条)。消防団員が消火活動又は水災を除く他の災害の警戒防御及び救護に従事するに当たり、その行為を妨害した場合は1年以下の懲役又は百万円以下の罰金(消防法第41条)、暴行及び脅迫をはかった場合、公務執行妨害罪が成立する。
消防団は平時は消防署と消防団が並列の関係にあるため、消防署の直接的な指示を受けることはないが、有事の際は消防団及び消防団員も消防署及び消防吏員と協力し行動するなどの有機的な連携が図られることも多い。消防本部を置く市町村では消防団本部は消防署内（同一建物内）におかれる場合がほとんどであり、消防団の運営や訓練には消防吏員の協力や指導によるところが大きい。今日、災害の危機や有事法制の成立により国民保護法における有事の住民避難などの分野にて活躍が期待されている。

## 消防団員の階級
消防団は階級制度を採用しており、消防団員の階級は消防組織法第15条の6に基づいて消防庁が定めている消防団員の階級準則において、次のとおり制定されている。実際の階級はほぼ全国的に統一されている。通常の階級制度では最高位の団長以下7階級により構成されている。なお、階級の編成は、ほぼ水防団員の場合と同様である(海防団員の階級制度とは若干の差異があるが非常に類似している)。
- 第1条 消防団員の階級は、団長、副団長、分団長、副分団長、部長、班長及び団員とする。
- 第2条 消防団の長の職にある者の階級は、団長とする。
- 第3条 団長の階級にある者以外の消防団員の階級は、副団長、分団長、副分団長、部長、班長及び団員とする。

通常、消防団員教育等では班長以上を幹部団員、団員を一般団員と区別される。
| 序列 | 区分     | 階級     | 英訳                            | 役職                                             |
| ---- | -------- | -------- | ------------------------------- | ------------------------------------------------ |
| 1    | 上級幹部 | 団長     | Volunteer Fire Chief            | 団長                                             |
| 2    | 上級幹部 | 副団長   | Assistant Volunteer Fire Chief  | 副団長                                           |
| 3    | 中級幹部 | 分団長   | Volunteer Squad Chief           | 団本部長（団本部の部長・本部の長は団長）・分団長 |
| 4    | 中級幹部 | 副分団長 | Assistant Volunteer Squad Chief | 副分団長                                         |
| 5    | 初級幹部 | 部長     | Volunteer Company Chief         | 団本部員・部長                                   |
| 6    | 初級幹部 | 班長     | Volunteer Crew Chief            | 団本部員・班長                                   |
| 7    | 幹部候補 | 団員     | Volunteer Firefighter           | 団本部員・分団員                                 |

| 区分     | 階級       | 役職             |
| -------- | ---------- | ---------------- |
| 上級幹部 | 団長       | 団長             |
| 上級幹部 | 副団長     | 副団長・方面隊長 |
| 上級幹部 | 庶務部長   | 庶務部長         |
| 中級幹部 | 上級分団長 | 副方面隊長       |
| 中級幹部 | 分団長     | 団本部長・分団長 |
| 中級幹部 | 副分団長   | 副分団長         |
| 初級幹部 | 部長       | 団本部員・部長   |
| 初級幹部 | 専任班長   | 専任班長         |
| 初級幹部 | 班長       | 班長             |
| 幹部候補 | 団員       | 分団員           |

| 区分     | 階級 | 役職                   |
| -------- | ---- | ---------------------- |
| 初級幹部 | 隊長 | 隊長                   |
| 幹部候補 | 隊員 | ラッパ班長・役員・隊員 |

消防団組織は団本部（通称：本団）、方面隊（※団本部と分団の中間組織的なものとして、または分団を統合した組織として設置する団が一部存在する）、分団、部、班という単位で構成されており、役職名と階級名は一致しているのが特徴である。一部に独自の組織構成・役職を置く消防団もある。
普段は別の業種につく地域住民が主たる構成者であるため、いわゆる常備消防ではないが、消火や救急等の訓練を重ね、緊急時にあっては消防任務を果たす。その意味において緊急時の部隊行動は欠かせず、消防団員は団長以下、上位の階級にある団員または同一階級の先任団員の指揮を受ける必要がある。このため、地域住民同士である以上、日常的には階級に関わらず対等な関係であるが、いざ消防団としての活動においては階級に基づいて厳正な部隊行動がとられる。消防団員は団員の階級はじめ昇任によって上位の階級に就くことを補職という（消防吏員は昇級という）。
消防団は団長以下で構成する団本部を中心に、地域ごとに分団長以下で構成する分団、並びに分団の管轄地域内で部長以下で構成する部という単位で地域に密着した体制を形成している。消防団の活動においてその指揮行動にあっては現場最上位の分団長の役割が重く、団本部の指示を受けて、副分団長、部長の補佐の下、現場の団員を指揮することになる。消防団幹部の区分は団長及び副団長を上級幹部（消防吏員では消防司令）、分団長及び副分団長を中級幹部(消防吏員では消防司令補)、部長及び班長を初級幹部（消防吏員では消防士長）に分かれている。狭義の消防団幹部は副分団長以上、広義では部長ないし班長以上を指す。規定上は班長を幹部とすることとされているが、消防団運営において上級幹部及び中級幹部（つまり分団長、副分団長）以上が幹部会議を構成する消防団も少なくない。

### 階級章
| 団長   | 副団長   |      |
| ------ | -------- | ---- |
|        |          |      |
| 分団長 | 副分団長 | 部長 |
|        |          |      |
| 班長   | 団員     |      |
|        |          |      |

### 階級制度の変遷
- 警防団時代

| 区分     | 階級   | 役職 |
| -------- | ------ | ---- |
| 上級幹部 | 団長   |      |
| 上級幹部 | 副団長 |      |
| 中級幹部 | 分団長 |      |
| 初級幹部 | 部長   |      |
| 初級幹部 | 班長   |      |
| 幹部候補 | 警防員 |      |

## 消防団員への教育と保障・評価

### 消防団員の任用及び保障
その地域に住所を持つ人（および、その地域に勤務地や通学先を持つ人）が消防団員に応募することができる。
常備消防を設置する市町村では、消防団はほぼ地域の消防署と同一建物内に消防団本部を設けており、団員の募集は消防署ないし消防署の分署（出張所）などが行っている。常備消防を置かない市町村(一部事務組合・事務委託により、常備消防と消防団の設置者が異なる場合を含む）では役場内に本部が置かれ、団員の募集は、役場の担当課、団員が行う。応募希望者は、これら消防機関ないし近隣に居住する団員、自治体の消防団主管課などの対応により正式な団員となる。近年は消防団が独自にホームページを設ける例も増加し、インターネット上での相談・応募が可能な消防団もある。消防団員は地方公務員に属するが、“来る者拒まず、必要なのはやる気だけ”で採用選考もなく、応募すれば消防団長の任命により消防団員に任用され、居住地域の分団・部等に配属される。
一般的に消防団活動はあくまで奉仕精神をもって行うものであり、職業として成立するものではない。地域によっては常勤団員を置いている場合もあるが、あくまで消防本部がない地域（消防非常備地域）に限られる。消防団活動は奉仕活動としての性格を有するゆえに、その対価は給与・俸給ではなく報酬として支払われ、活動時に日額単位で一定金額の手当が与えられる（令和4年度の国の基準では団員の階級にある者に対し、年額報酬36500円、非常出動手当8000円、訓練手当4000円）。個々の消防団員に報酬が支払われない消防団も存在する。その金額はあくまで心づけとして通常は小額に留まるものであり、ある消防団では退職金を含めて年間2万数千円ほどである。予算の関係上、どれだけ活動参加しても一定回数の上限を超えた場合は無報酬で行うこともある。副業にはあたらない分、活動報酬はアルバイトの対価とは大きな差が生じる。また、実質的にほぼ消防団員としての年間報酬のうち、ほぼ同額が消防団運営費及び研修旅行費として納めさせる地域・分団もあり、一旦受領した報酬は団運営費として納めるという形が多い。2014年には、報酬分の地方交付税交付金を総務省から受領しながら団員に支払わず経費に流用している疑いのある団が多数あることが判明し、問題視した消防庁は未払いの団についてその名前を公表することを決めた。
団員には体力が求められるというイメージがあるが、屈強な肉体を持つ必要はない。あくまで地域住民としての活動の一環であり、体躯及び運動神経の優劣を問わず、個々人の能力に応じた活動をすれば十分とされている。
公務中に死傷したり、公務が原因で病症が出た場合は公務災害として一定の補償を受けることができる。活動に正当な理由なく参加しない頻度があまりに高い場合は、いわゆる「幽霊団員」として諭旨退職とするか、罷免するケースもままある。ただし、近年はサラリーマン団員も増加しており、その基準は緩い。正当な理由があり、事前に連絡をとることが可能な団員は出席率に関わらず優良団員として認識されるのが通常といえる。
消防団によっては条例や規約で定年を設けるところもあるが若年層の充足具合や地域コミュニティーの統率力、仕来りが団員勧誘に大きく影響しており、定年の年齢設定は30代〜70代と地域差が大きい。過去に定年を定めていても、団員不足のために定年制を廃止する消防団もある。 　

### 消防団員に対する教育
消防団員の教育には、初任研修をはじめとして、日常の訓練など様々な教育の機会がある。以下の講習・研修の一覧はその主な例である。
| 区分         | 研修・講習会名                           | 養成目的 | 実施時間 | 対象者                                                                   |
| ------------ | ---------------------------------------- | --- | -------- | ------------------------------------------------------------------------ |
| 資格取得講習 | 応急手当指導員講習                       | 応急手当に関する指導技術の向上及び地域住民の応急手当に対する知識・技術の普及を図るため                                         | 16時間   | 未取得の団員                                                             |
| 資格取得講習 | 応急手当普及員講習                       | 応急手当に関する指導技術の向上及び地域住民の応急手当に対する知識・技術の普及を図るため                                         | 24時間   | 未取得の団員                                                             |
| 資格取得講習 | 2級小型船舶操縦士講習                    | 震災・水災時・異常出水が発生した場合の救助活動・可搬ポンプ積載による消防活動を消防署隊（救命ボート）との連携により実施するため | 4日      | 部長以下で免許のない団員                                                 |
| 資格取得講習 | 可搬ポンプ整備資格者特例講習             | 可搬ポンプらの点検、整備に必要な知識及び技術の習得を図り、自己消防団員に対する整備技術の指導を実施するため                     | 1日      | 可搬ポンプ整備経験が3年以上で未取得の団員                                |
| 外部機関研修 | 消防大学校団長科研修                     | 総務省消防庁消防大学校の総合教育の中で消防団の上級幹部として必要な知識及び技術を総合的に習得させ、資質の向上を図るため         | 7日      | 未受講の団長または副団長                                                 |
| 外部機関研修 | 日本消防協会消防団幹部特別研修           | 消防団の災害対応能力の向上と活性化を図るため、消防団幹部に対し特別研修を行い、消防団の指導者を養成するため                     | 7日      | 未受講の団長または副団長                                                 |
| 外部機関研修 | 日本消防協会消防団幹部候補中央特別研修   | 消防団の幹部候補として期待される若い団員を対象に、将来の消防団幹部を養成するため                                               | 3日      | 30歳以下の主に拝命5年以下の団員                                          |
| 外部機関研修 | 国土交通省関東地方整備局主催水防技術講習 | 水防団員が出水時における水防活動を円滑に実施するため、水防団員の水防技術の指導を実施するため                                   | 2日      | 水防の任務を兼ねる消防団（東京消防庁管内の消防団）における未受講の分団長 |
| 消防学校研修 | 上級幹部研修                             | 消防団組織における上級幹部として必要な見識と管理・監督能力の習得を図るため                                                     | 4時間    | 団長及び副団長                                                           |
| 消防学校研修 | 指揮幹部研修                             | 消防団組織における中級幹部として必要な知識及び部下指導・指揮能力の習得を図るため                                               | 2日      | 未受講の分団長及び副分団長、部長                                         |
| 消防学校研修 | 初級幹部研修                             | 消防団組織における初級幹部として必要な知識及び部下指導・指揮能力の習得を図るため                                               | 7時間    | 班長                                                                     |
| 消防学校研修 | 機関科研修                               | 緊急自動車運転及び機関運用を行う際に必要な知識・技術の習得を図るため                                                           | 7時間    | 未受講の団員（機関員）                                                   |
| 消防学校研修 | 警防科研修                               | 消火、救助及び震災時における消防活動を行う際に必要な知識・技術の習得を図るため                                                 | 7時間    | 未受講の部長                                                             |

上記に見るとおり、消防団員には応急手当普及員、2級小型船舶操縦士、可搬消防ポンプ等整備資格者などの資格取得に向けた講習が設置されている。なお、東京都区部の事例では中級幹部研修の修了者には指導員章が、応急手当普及員講習の修了者には応急手当普及員章が交付される。

### 消防団員に対する特例措置
さらに、消防団員はその職務の性質上、消防防災に関して高い専門性を有するので、消防防災関連資格の取得において、必要な試験の受検及び講習の受講要件の全部または一部の免除を受けることができる。
例えば、危険物取扱者及び消防設備士の資格取得には所定の試験科目を受験することになるが、消防団員として5年以上勤務し、かつ、都道府県消防学校において一定の教育（普通教育又は専科教育の警防科）を修了した者は、消防団長の証明を受けることにより、一部の試験科目の受験を免除されることを得る。
また、防火管理者および防災管理者の資格取得には防火管理者資格講習の受講が必要であるが、消防団員として指導監督する職にある者(班長以上の階級に適用)に三年以上勤務する者は消防団長の証明を受けることで自動的に資格を取得することができると同時に自衛消防業務講習修了等有資格者としてみなされる。
さらに、消防団員となり8年以上勤務した者は、防火対象物点検資格者講習の受講資格が得られる。

### 消防団員に対する表彰制度
- 栄典

- - 叙位[9]

消防団員への叙位は下記の条件による。
- ①消防歴が30年以上の者であり、かつ、いずれかの条件を満たす者。
  - ア　日本消防協会の会長、副会長、あるいは都道府県消防協会の会長の職を10年以上、歴任した者
  - イ　大規模の消防団(500人以上)の団長の職に10年以上在籍し、かつ、日本消防協会の会長、役員、評議員、または都道府県消防協会の役員を10年以上歴任した者　
  - ウ　消防団長の職に20年以上在職し、かつ、消防歴30年以上の者
  - エ　消防団長の職に10年以上20年未満在職した者にあっては、副団長の在職年数の2分の1を加算して得た年数が20年以上で、かつ消防歴が40年以上の者

- - 叙勲[10]

消防団員の叙勲は下記の条件による。
- 春秋叙勲

- - 叙勲候補者

- - ア　70歳以上
  - イ　55歳以上の者で次の条件に該当する者
    - (ア)精神的または肉体的に著しく労苦の多い環境において業務に精励した者
    - (イ)人目につきにくい分野にあって多年にわたり業務に精励した者

- - 選考基準

- - Ⅰ類　
  - 団長の階級に10年以上在職し、かつ、団長の在職年月数に副団長以下の在職年月数を加算した年月数が15年以上の者であることなお、市町村合併に伴い、合併前に団長の職にあり、本人の責によらず副団長に降格となった者について、団長歴が5年以上の場合、合併後副団長歴を団長歴に加算することができる。

- - Ⅱ類
  - 次に掲げる条件を満たすこと
  - (ア)団長の階級の在職年数が10年未満の者又は副団長の階級の在職年数が10年以上の者　　消防歴30年以上
  - (イ)副団長の階級の在職期間が10年未満の者又は分団長若しくは副分団長の階級にあった者　　消防歴35年以上
  - (ウ)部長の階級に40年以上あった者(但し、特別な功績のある者に限る)　　消防歴40年

- 死亡叙勲

- - 団長の職に10年以上在職した者若しくは副団長の在職年数が10年未満の者にあっては、消防歴を通算して40年以上の者
  - 副団長の在職年数が10年以上の者又は団長の在職年数が10年未満の者にあっては消防歴を通算して30年以上の者
  - 分団長又は副分団長の者若しくは副団長の在職年数が10年未満の者については、消防歴を通算して40年以上の者

以上、死亡の日から2週間以内に上申すること。
- 緊急叙勲

- - 風水害、地震災害、その他非常災害に際し、身命の危険を冒して、人命を救助し、被害を最小限度に防除する等消防任務遂行中顕著な功労を挙げた者で、殉職者を中心に消防団員、消防吏員及び消防協力者に授与される。なお、事案発生の都度、早急に報告すること。

- 褒章[11]

- - 藍綬褒章　多年消防業務に従事し、その功労が顕著な55歳以上の現職消防団員が対象
  - 黄綬褒章　消防関係業務に精励し衆民の模範である者が対象
  - 紺綬褒章　消防関係団体に一定の金額(個人500万円)以上の寄附を行った者
  - 紅綬褒章　火災等に際し、身を挺して人命救助に尽力した者を対象

- 表彰

- - 内閣総理大臣表彰[12]

国民安全の日に、閣議了解に基づき、安全功労者表彰と防災功労者表彰が行われ表彰状と記念品が授与される。
- - 安全功労者表彰　火災等、主として人為的災害から国民の生命、身体、財産の安全に確保に関して、国民の安全に対する運動の組織及び運営に顕著な成績を挙げ、または功績のあった者

- - 防災功労者表彰　風水害、地震裸等の自然現象による防災活動について顕著な功績があった者や防災技術の研究開発など防災思想の普及又は防災体制の整備に顕著な功績があった者

- - 総務大臣表彰

総務大臣表彰要領に基づき、広く地域消防のリーダーとして地域社会の安全確保、防災思想の普及、消防施設の整備その他の災害防御に関する対策の実施に尽力し、功績顕著な者　
- - 消防庁長官表彰

総務省消防庁消防表彰規程に基づく
　
- -     - 消防庁長官退職消防団員報償第1号（銀杯及び賞状）対象者 勤続25年以上 (根拠 退職消防団員報償規程　昭和三十六年八月一日消防庁告示第三号)
    - 消防庁長官退職消防団員報償第2号（銀杯及び賞状）対象者 勤続15年以上25年未満[14]　
    - 定例表彰 - 消防庁長官表彰功労章・消防庁長官表彰永年勤続功労章・安全功労者表彰・防災功労者表彰・救急功労者表彰
    - 随時表彰 - 消防庁長官表彰顕功章・消防庁長官表彰功績章・消防庁長官表彰国際協力功労章

・顕彰状（殉職団員に対する表彰）・感謝状・賞状
- - 都道府県知事表彰 - 功労章、永年勤続功労章、感謝状、知事褒賞など
  - 市町村長表彰 - 成績優良章、功労章その他…（地域において差異あり）
  - 消防長表彰 - 消防総監功績賞・消防総監優良賞（東京消防庁管内での適用）消防長章、その他
  - 消防署長表彰 - 優良賞その他…
  - 消防団長表彰 - 優良賞その他…
  - 日本消防協会表彰 - 永年勤続功労章・功労章・功績章・優良章などの記章。
  - 都道府県消防協会表彰 - 功労章・優良章などの記章その他（協会によって差異あり）
  - 市郡町村消防協会表彰 - 功労章・優良章などの記章その他（協会によって差異あり）

※全国消防団員の意見発表会の最優秀者には、消防庁長官から最優秀賞が授与される。
なお、消防団員として功労を残した人に、名誉消防団員の称号を授与する地方自治体もある。さらに、東京都の特別区消防団のように制服に表彰受彰歴をあらわす、表彰歴章の佩用を許可する消防団もある。

### 退職消防団員の称号
一部の消防団では功労消防団員（消防団長含む）に対し、退団に際して称号を授与する制度を設置している例もある。
- 名誉団長 - 兵庫県赤穂市消防団、兵庫県尼崎市消防団、兵庫県伊丹市消防団、宮城県村田町消防団、北海道美唄市消防団、北海道月形消防団が設置。
- 名誉副団長 - 宮崎県西米良村消防団
- 名誉分団長 - 愛知県知多市消防団
- 名誉部長 - 宮崎県西米良村消防団
- 名誉班長 - 宮崎県西米良村消防団
- 名誉団員 - 岡山県岡山市消防団、岡山県玉野市消防団、石川県小松市消防団が設置。

## 消防団員の服制
消防団員の服制は、消防団を設置する市町村によって差異がある。以下では、基本的な服制について概説する。主に式典や警戒活動時、表彰時に着用する制服の冬服・夏服、活動服（旧称は作業服）、盛夏服が基本であり、火災出動時には活動服の上に消防服及び保安帽を着用する（消防服は常備消防に比べアルミ箔のような銀色の艶がある物、防火帽も常備消防が銀色なのに対して緑色、保安帽の帽章やベルトバックルのマークが消防団章なので識別可能）。気候や気温などの状況に応じて制服の上にはコート、活動服の上には防寒着を着用する。また、雨天の場合には、雨具を着用する。但し、地域により制服の支給がある場合、階級により制服の貸与対象が制限されている場合、貸与がない場合などがあり、必ずしも一律ではない。
- 制服着用時の服制は、所定の記章を佩用の上(後述する)、白手袋をし、短靴を履く。
- 活動服着用時の服制は、所定の記章を佩用の上、必要に応じ軍手をし、半長靴を履く。
- ズボンのベルトは、消防団にて貸与されている所定のベルトを用いる。ちなみに、ベルトについては制服・活動服とも同じものを用いる。

その他、刺子の法被を着用する消防団も多くある（甲種制服や活動服は分団長以上や本部のみで、団員は法被のみの団もある）。これは、消防団の起こりが町火消に由来する為である（「消防団員服制基準」では法被を「乙種衣」と呼んでいる）。

### 消防団員の佩用する記章
消防団員の佩用する記章には以下のものがある。
基本的に着用する服の種別を問わず、佩用するものは、制帽（官帽・作業帽・ヘルメット）につける帽章（消防団章）である。また、制服着用時には消防吏員同様、右胸に階級章を佩用する。活動服にも階級章を佩用する例はあるが、全国的には一律ではない。その他、制服・活動服の左胸に名札を佩用する場合もある（これもやはり消防吏員と同じ）。
階級章については、総務省消防庁消防団員階級準則に定められる階級の基本型即ち団長・副団長・分団長・副分団長・部長・班長・団員の7種がある。但し、庶務部長の階級・役職を置く場合、副団長の階級章より消防団章の数をひとつ減じたものを定めている消防団もある。上級分団長の階級を置く消防団についてはほぼ分団長と同じ階級章を用いている。ラッパ隊を編成する消防団にあっては、襟章のみの階級章を定めているのが通例である。
主に制服の場合、消防団長の任にある団員または表彰等の受彰団員(受賞団員)については、制服に肩章と飾緒を着用する例もある。
また、指導員の講習を受けた者は制服・活動服に指導員章、応急手当普及員の講習を受けた者は応急手当普及員章、水防演習や機関員講習等に参加・受講した者は水防指導員章等を佩用し、その他特別技能章を佩用する消防団もある。
また、消防団員が栄典や表彰を受けた場合、勲章・褒章の他、地方公共団体・消防本部・消防署・消防団が消防関係団体その他の関係機関が授与した表彰記章を佩用することができる。さらに、国や地方公共団体または消防関連団体が授与・頒布した記念章を佩用できる場合もある。
その他、主に東京都特別区の消防団員は制服着用時に表彰歴章を佩用することができる。但し、表彰歴章を佩用した場合、佩用できる表彰記章は二つまでとなる。また、財団法人日本消防協会では、分団長以上の消防団幹部には職章を制定しており、自身の階級に相当する職章を佩用することができる。消防団員章という記章を制定しており、団員たる者は私服等に佩用することができる（消防吏員が制服の左襟に付ける消防章バッジと同様の物）。これらは、日本消防協会の頒布品であるため、佩用はあくまで任意であり、入手するためには消防団を通じて当該協会より購入することとなる。日本消防会館や日本消防協会など。

## 基本団員と機能別消防団員、団員数の傾向
全体的な傾向から述べると、日本全国の消防団員数はピーク時には200万人を超えたが、2007年（平成19年）には90万人を割り、2023年（令和5年）4月1日現在、団員数はおよそ76.2万人（前年比で20,908人の減）となっており、団員数は毎年のように過去最少を更新し続けている。
消防団員の担い手は地域の住民や地域コミュニティを大切に思う人々が中心となっているが、戦後そして近年、人々の職業のサラリーマン化や核家族化が進行し、消防団の基盤ともいうべき地域コミュニティそのものが全般的に衰退傾向にあることもあり、団員数の減少傾向が続いている。また、災害も多様化した。
総務省消防庁では、こうした社会情勢に対応すべく、通常の消防団員を基本団員としつつ、女性消防団員や機能別消防団員など多様な年齢・性別・職種・技能・事情を有した人々の参加を得られる制度を次々に創設し、消防団員制度の多様化を図ることで、地域防災力の担い手としての消防団の活性化を図っている。以下は消防団員の主な類型である。
尚、2011年の東日本大震災の際に消防団員らの献身的な活動により多くの人々の生命が救われたことが人々に知られるようになり、消防団員に志願する人の数が例年よりもいくらか増えた地域もあるという。

### 消防団員（基本団員）
通常の消防団員のことを指す。消火・水防・救急・予防・式典などすべての消防団活動に参加する。
大規模災害に対する不安の高まりの中で、地域の主たる自主防災力である消防団員に対しては行政並びに地域から大いに期待されているところであるが、現状において社会全体に占めるサラリーマン人口の増加で団員獲得が難しく、サラリーマンを続けながら参加する、いわゆるサラリーマン団員も増えたことで、日常の活動になかなか参加できない割合も高い。

### 女性消防団員（女性団員）
原則として活動及び身分保障等において基本団員に同じ。女性団員とも。現在、消防庁が全国的に団員定員の10%まで女性の割合を増やそうとする方針を打ち出している。平成に入るまで女性の入団を許可していなかった消防団が大半で全体で見れば比較的新しい制度である。
男性団員との違いは、男性団員が災害時の活動を期待されるのに対して、女性団員は火災予防・応急手当・地域交流・消防団活動の普及啓発を主に期待されている。近年、一人暮らしの高齢者の増加に伴い高齢者宅に訪問して火災予防啓発や簡単な身の回りの世話などをホームヘルパーの資格を取得している女性消防団員が訪問活動を行っている。また実際、消火活動用の防火着を支給しないところもある。
女性消防団員は2021年（令和3年）4月1日現在、全国で約2万7千人が活躍中であり、全都道府県に浸透している。女性だけで特定の活動に特化した一個分団ないし部隊、部或いは班を編成している事例もあることから、その意味では機能別消防団員的な側面を有するともいえる。普及啓発専門の鼓笛・吹奏楽・ドリル隊などもある。

### 機能別消防団員（機能別団員）
普及啓発に特化した音楽隊・ラッパ隊・ドリル隊や能力や性別により特定の活動にのみ参加する事を決められた団員の事。
近年の人員不足の影響で、昼夜を限定した活動や特定の災害種別にのみ活動し基本団員を補完する事が検討されている。（詳細は、機能別消防団員を参照）